# Tabanović, Mionica
Tabanović (izvirno srbsko Табановић) je naselje v Srbiji, ki upravno spada pod Občino Mionica; slednja pa je del Kolubarskega upravnega okraja.
- Tabanović - Panorama
- Tabanović - Panorama
- Tabanović - Panorama
- Tabanović - Panorama
- Tabanović - Panorama
- Tabanović - Panorama
- Tabanović - Panorama
- Tabanović - Panorama

## Demografija
V naselju živi 326 polnoletnih prebivalcev, pri čemer je njihova povprečna starost 44,1 let (43,5 pri moških in 44,7 pri ženskah). Naselje ima 110 gospodinjstev, pri čemer je povprečno število članov na gospodinjstvo 3,53.
To naselje je, glede na rezultate popisa iz leta 2002, večinoma srbsko, a v času zadnjih treh popisov je opazno zmanjšanje števila prebivalcev.
|  |

| Demografija | Demografija     | Demografija     |
| Leto        | Št. prebivalcev | Št. prebivalcev |
| ----------- | --------------- | --------------- |
|             |                 |                 |
|             |                 |                 |
|             |                 |                 |
|             |                 |                 |
| 1948        | 548             |                 |
| 1953        | 539             |                 |
| 1961        | 475             |                 |
| 1971        | 471             |                 |
| 1981        | 453             |                 |
| 1991        | 398             | 393             |
| 2002        | 393             | 388             |
|             |                 |                 |

| Etnična sestava po popisu iz leta 2002 | Etnična sestava po popisu iz leta 2002 | Etnična sestava po popisu iz leta 2002 | Etnična sestava po popisu iz leta 2002 | Etnična sestava po popisu iz leta 2002 |
| -------------------------------------- | -------------------------------------- | -------------------------------------- | -------------------------------------- | -------------------------------------- |
| Srbi                                   | Srbi                                   |                                        | 383                                    | 98,71%                                 |
| Črnogorci                              | Črnogorci                              |                                        | 1                                      | 0,25%                                  |
| Romuni                                 | Romuni                                 |                                        | 1                                      | 0,25%                                  |
| Neznano                                | Neznano                                |                                        | 3                                      | 0,77%                                  |